# 85e régiment d'infanterie (France)
Pour les articles homonymes, voir 85e régiment.
Le 85e régiment d'infanterie (85e RI) est un régiment d'infanterie de l'Armée de terre française, à double héritage, créé sous la Révolution à partir du régiment de Diesbach, un régiment d'infanterie suisse au service du royaume de France, et du 10e régiment d'infanterie légère créé à partir des chasseurs du Gévaudan.

## Création et différentes dénominations
Le 85e régiment d’infanterie a la particularité, comme tous les régiments d’infanterie portant un numéro entre le 76e et le 99e, d’être l’héritier des traditions de deux régiments : le 85e régiment  d'infanterie de ligne et le 10e régiment d'infanterie légère.
- 1791 : Tous les régiments prennent un nom composé du nom de leur arme avec un numéro d’ordre donné selon leur ancienneté. le régiment de Diesbach devient le 85e régiment d'infanterie de ligne ci-devant Diesbach.
- 1793 : amalgamé il prend le nom de 85e demi-brigade de première formation
- 19 juin 1796 :  Reformé en tant 85e demi-brigade de deuxième formation
- 24 septembre 1803 :  reformé en tant que 85e régiment d'infanterie de ligne
- 1820 : Lors de la réorganisation des corps d'infanterie français en 1820, le 85e régiment d'infanterie de ligne n'est pas créé et le no 85 disparait jusqu'en 1854.
- En 1854, l'infanterie légère est transformée, et ses régiments sont convertis en unités d'infanterie de ligne, prenant les numéros de 76 à 100. Le 10e régiment d'infanterie légère prend le nom de 85e régiment d'infanterie de ligne.
- 1914 : à la mobilisation, il met sur pied son régiment de réserve, le 285e régiment d'infanterie
- 1920 : Dissolution du régiment dont les traditions sont gardées par le 95e régiment d'infanterie.
- 1939 : Recréation du 85e régiment d'infanterie.
- 1940 : Dissolution du régiment.

## Historique des garnisons, combats et batailles

### RévolutionetEmpire

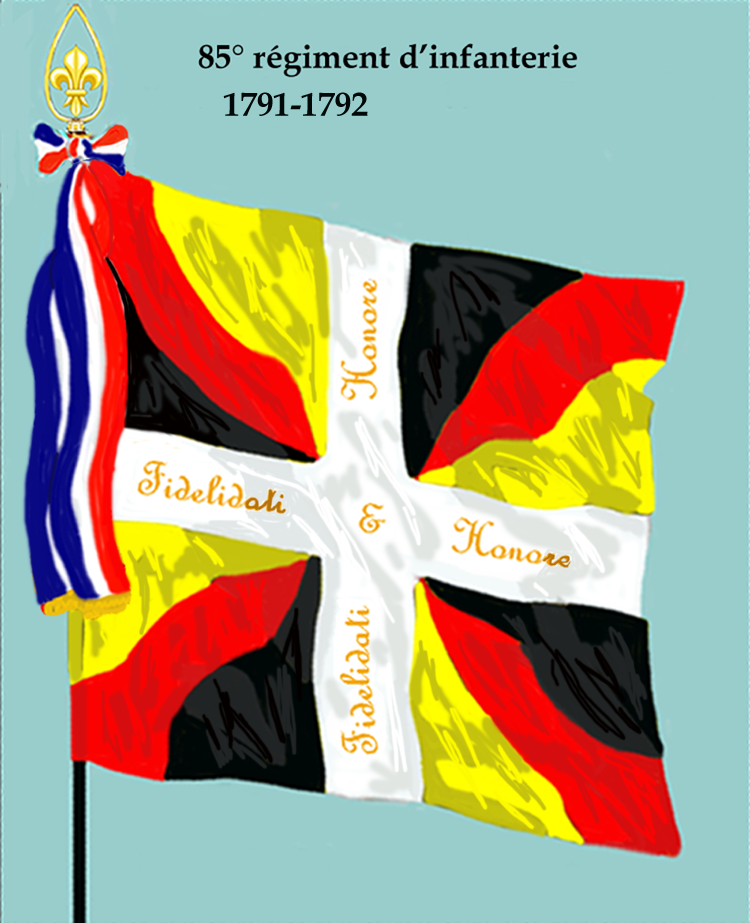
Drapeau du 85e régiment d'infanterie de ligne de 1791 à 1793

85e demi-brigade
- 1794 : Armée du Nord - campagnes en Flandres et aux Pays-Bas
- 27 germinal an II (16 avril 1794) : 85e demi-brigade de bataille (formée avec le 1er bataillon du 43e régiment d'infanterie de ligne, le 1er bataillon de volontaires de la Haute-Marne et le 5e bataillon de volontaires du Haut-Rhin).
- 1795 :
  - Bataille de Loano
- 18 nivôse an IV (8 janvier 1796) : 85e demi-brigade de ligne (formée avec la 56e demi-brigade de bataille, la 104e demi-brigade de bataille, la 113e demi-brigade de bataille, les 1er et 2e bataillons de la 209e (bis) demi-brigade de bataille, le 1er bataillon de volontaires de Maine-et-Loire et le 8e bataillon de volontaires de Saône-et-Loire).
- An IV (1796) : Armée de Rhin-et-Moselle
- 1796-1797 : Armée d'Italie - Campagne d'Italie
  - 1796 :
    - Bataille de Mondovi
    - Bataille de Borghetto
    - Bataille de Lonato
    - Bataille de Castiglione
    - Bataille de Roveredo
    - Bataille de Rivoli

  - 1797 :
    - Bataille de Tramin
    - Bataille de Gorges
- 1798-1801 : Armée d'Orient - Campagne d'Egypte
  - 1798 : 
    - Prise de Malte
    - Bataille de Chebreiss
    - Bataille des Pyramides (ordre de bataille)

  - 1799 :
    - Bataille de Stockach
    - Siège d'El Arish
    - Siège de Saint-Jean-d'Acre

  - 1800 :
    - Bataille d'Héliopolis
- 1er vendémiaire an XII (24 septembre 1803) : 85e régiment d'infanterie de ligne
- 1805 : Campagne d'Autriche (1805)
  - Bataille d'Ulm
  - Bataille d'Austerlitz (ordre de bataille)

- 1806 : Campagne de Prusse et de Pologne
  - Bataille d'Iéna (ordre de bataille)
  - Bataille d'Auerstadt
  - Bataille de Custrin
  - Bataille de Czarnovo
  - Bataille de Pułtusk
- 1807 :
  - Bataille d'Eylau (ordre de bataille)
  - Bataille de Friedland
- 1809 : Campagne d'Allemagne et d'Autriche
  - Bataille d'Eckmuhl
  - Bataille de Ratisbonne
  - Bataille de Wagram
- 1812 : Campagne de Russie
  - Bataille de Mohilew
  - Bataille de La Moskowa
  - Bataille de Wiasma
  - Bataille de Smolensk
  - Bataille de Krasnoe
  - Siège de Wilna
- 1813 : Campagne d'Allemagne
  - Bataille de Pirna
  - Bataille de Kulm
  - Bataille de Dresde
- 1814 : Campagne de France
  - Bataille de Laon
  - Bataille de Paris
- 1815 : Campagne de Belgique
  - Bataille de Waterloo

- 1814-1815 : 37 officier tués, 18 officiers morts de leurs blessures, et 111 officiers blessés.

### Second Empire
Le décret du 24 octobre 1854 réorganise les régiments d'infanterie légère les corps de l'armée française. A cet effet le 10e régiment d'infanterie légère prend le numéro 85 et devient le 85e régiment d'infanterie de ligne.
- 1855-1856 : Guerre de Crimée, Siège de Sébastopol
- 1858 : Dépôt à Maubeuge.
- 1859 : Campagne d'Italie, Bataille de Solférino
- Guerre de 1870 : affecté à l'armée du Rhin il combat à Borny, Rezonville et Servigny. Il capitule le 28 octobre à l'issue du siège de Metz.

Le 4e bataillon du 85e de ligne, formé par le dépôt du régiment à Gray (Haute-Saône) et destiné à rejoindre le 35e régiment de marche, ne le rejoint pas et est envoyé en septembre opérer dans les Vosges. Le 11 octobre, le dépôt se déplace de Gray à Besançon, où le 5e bataillon formé par le dépôt et le 4e bataillon revenu des Vosges sont regroupés le 1er novembre dans un régiment, dénommé 85e régiment d'infanterie de ligne bis, qui devient le 14 le 50e régiment de marche. Lé dépôt se replie le 17 de Besançon à Villefranche-sur-Mer. Un bataillon de marche du 85e de ligne, resté à Besançon, entre dans la formation du 63e régiment de marche.

### De 1871 à 1914

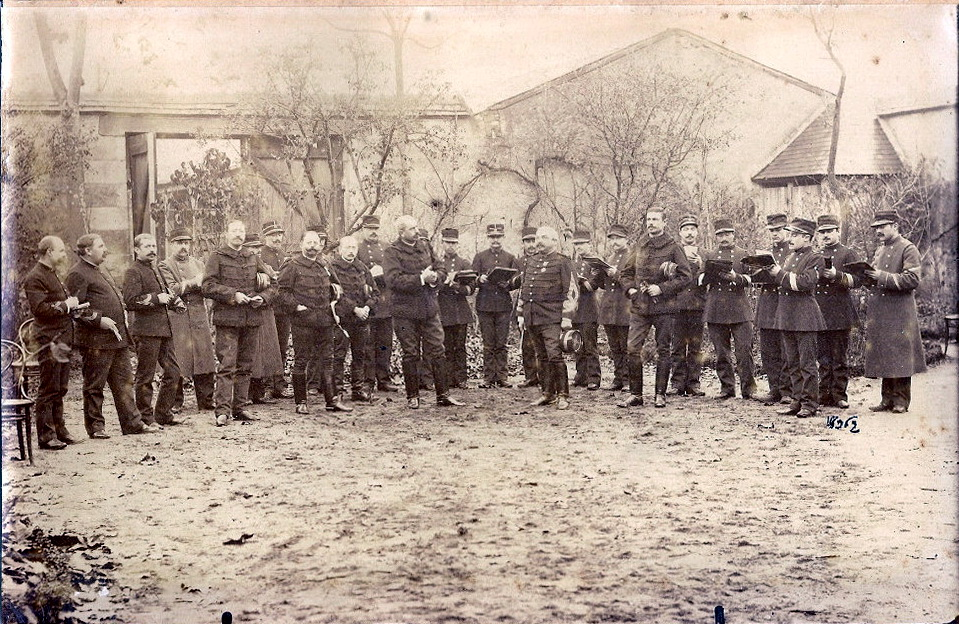
Militaires et officiers du à Cosne en 1892.

Le 21 août 1871, le 85e régiment de marche, formé pendant la guerre, fusionne dans le 85e régiment de ligne. Lors de la réorganisation des corps d'infanterie de 1873, le régiment fournit un bataillon pour former le 131e régiment d'infanterie de ligne.
Le 27 mars 1871, des éléments du régiment rentrant de captivité sont amalgamés avec d'autres éléments de diverses unités pour former le 1er régiment d'infanterie provisoire
- 1876 :
  - Installation à la caserne Binot de Cosne-sur-Loire.

Lors de la réorganisation des corps d'infanterie de 1887, le régiment, renommé 85e régiment d'infanterie, fournit un bataillon pour former le 150e régiment d'infanterie.
- 1901:
  - Il est rattaché au 8e corps d'armée implanté dans la 8e région militaire, 16e division d'infanterie et 31e brigade d'infanterie.

### Première Guerre mondiale
- Casernement en 1914 : Cosne-Cours-sur-Loire (Nièvre) ; à la 31e brigade d'infanterie ; 16e division d’infanterie ; 8e corps d’armée.

#### 1914

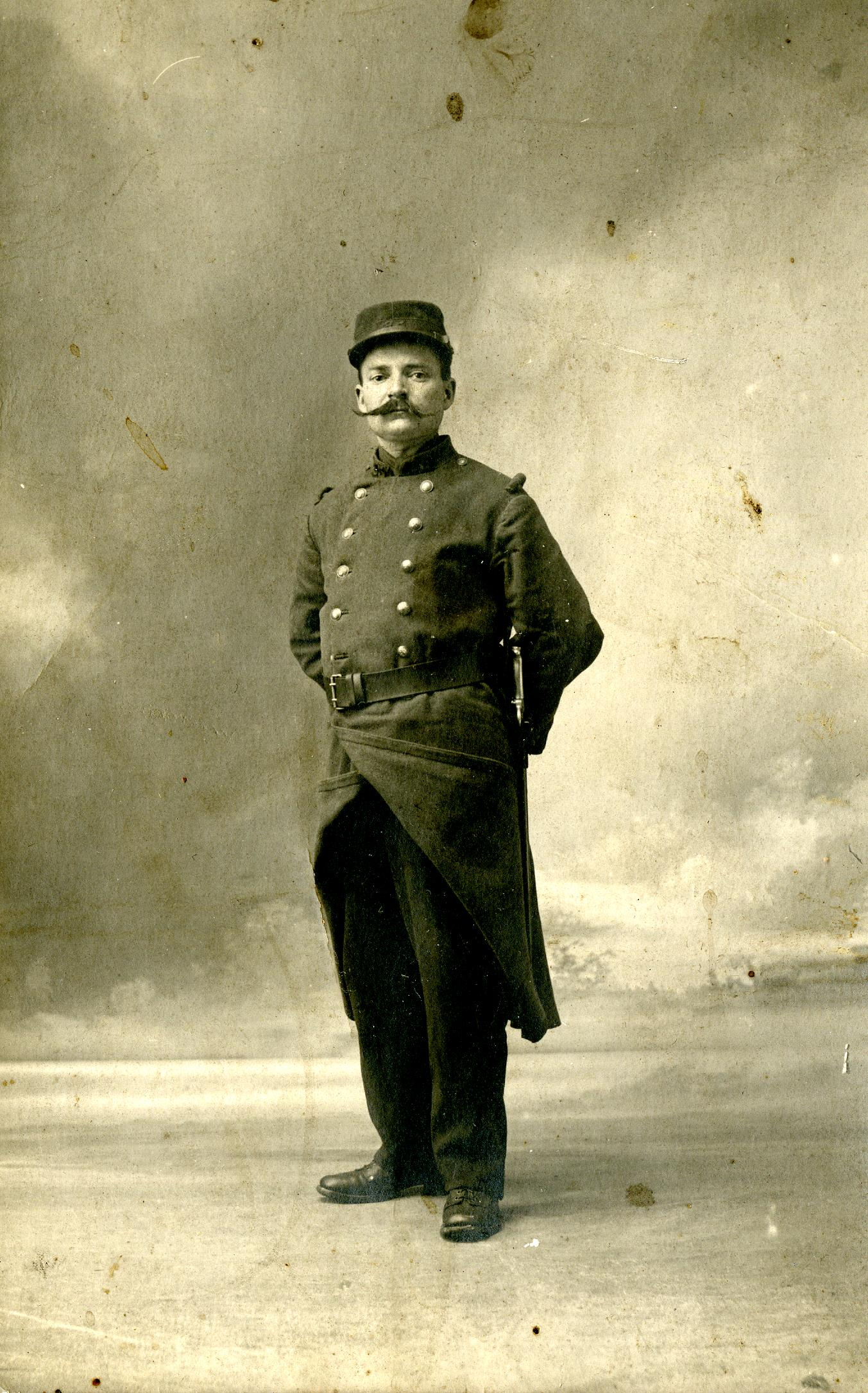
Portrait d'un soldat mobilisé au en 1914.

- 2 août 1914 : à la mobilisation, il donne naissance au 285e régiment d’infanterie, régiment de réserve.
- 6 août 1914 : le régiment est rassemblé sur le champ de manœuvre de Myennes. 
Depuis quatre jours déjà, l'ordre de mobilisation générale des armées de terre et de mer avait été affiché sur les murs de la ville de Cosne. En longues files, les réservistes avaient rejoint leurs unités, cantonnées dans les villages de Cours, de Saint-Père et de Myennes. Et maintenant sur ce terrain d'exercice semblant trop étroit, ils défilent la tête haute. La population civile entoure les troupes formées en carré et le colonel Rabier prononce une allocution qui émeut tous les cœurs. Le régiment, pantalons rouges et capotes bleues, défile musique en tête, dans les rues de Cosne sous les acclamations et les fleurs[10].
- 7 août 1914 : embarquement dans les trains et départ vers les frontières.
- Bataille de Sarrebourg
- Bataille de Lorraine :
  - Bataille de la Mortagne
  - Bataille de Flirey
    - Combat d'Apremont
    - Combat du Bois d'Ailly
    - 24 septembre 1914 : Marie Célestin Louis Henri Ange Rabier (1857-1914), colonel du 85e depuis 1912, est tué à l'ennemi à Faucoucourt en Santerre.

#### 1915
- Opérations en Woëvre :
- Offensive de Saint-Mihiel

#### 1916
- Bataille de Verdun
  - Secteur du fort de Douaumont : le 85e régiment d'infanterie forme, avec le 95e RI, la 31e brigade. Le 85e, occupe à gauche le secteur qui va de l'est de Louvemont à la cote 378. Il a lui-même la 51e division à sa gauche.[11]
  - Secteur du fort de Tavannes

#### 1917
- Bataille des monts de Champagne
  - Combats du Bois de la Grille

#### 1918
- Bataille de l'Aisne (1918)
  - Bataille de la Main de Massiges
  - Bataille de La Vesle
  - Ligne Hundling-Stellung[12]
  - Bataille de Saint-Thierry
  - Poursuite de la Vesle au nord de l'Aisne

L'armistice survient alors que le régiment est en repos depuis le 4 novembre "sur les bords de la Marne, dans la région d'Épernay".

### Entre-deux-guerres

#### 1919
- Le 6 février, le général Maistre, commandant le GAC remet, à Fourmies, la fourragère aux couleurs de la Croix de Guerre 1914-1918 aux drapeaux des 85e, 95e, 13e, 29e RI et à l’étendard du 1er RAC. Les régiments sont représentés respectivement par un bataillon, le Chef de Corps et le Drapeau.
- Le 14 juillet 1919 : défilé à Paris puis le régiment regagne à pieds Myennes (Nièvre) d'où il était parti cinq ans plus tôt. Acclamation tout au long de sa route[13].
- Le 24 août : le 85e RI se forme sur le terrain de manœuvres de Myennes où il est rejoint par les drapeaux des 285e RI et 61e RIT ainsi que par les hommes du dépôt ayant appartenu au régiment. À 9 heures, il se met en marche vers l’entrée de la ville et se masse en face de la tribune officielle élevée sur le trottoir de l’hôpital. Discours de réception du Maire – allocution du Sous-Préfet. Réponse du chef de corps. Les jeunes filles de la ville fleurissent les officiers et hommes de troupe du régiment qui passent ensuite sous l’arc de triomphe élevé à l’entrée de la rue de Paris et défilent par cette rue et la rue Saint-Agnan au milieu d’acclamations de la population de la ville massée sur leur passage. À 10h45, le régiment regagnait la caserne Binot qu’il avait quitté le 7 août 1914. Journal de Marche arrêté au 24 août 1919. Le lieutenant colonel Sallé, commandant le 85e RI. Signé : Sallé

#### 1920
Le régiment est dissous à Cosne-sur-Loire le 16 février 1920.

### Seconde Guerre mondiale
- Formé le 9 septembre 1939 : le 85e renaît sous les ordres du lieutenant-colonel Frédéric, il appartient à la 45e division d'infanterie de la 4e armée[15].

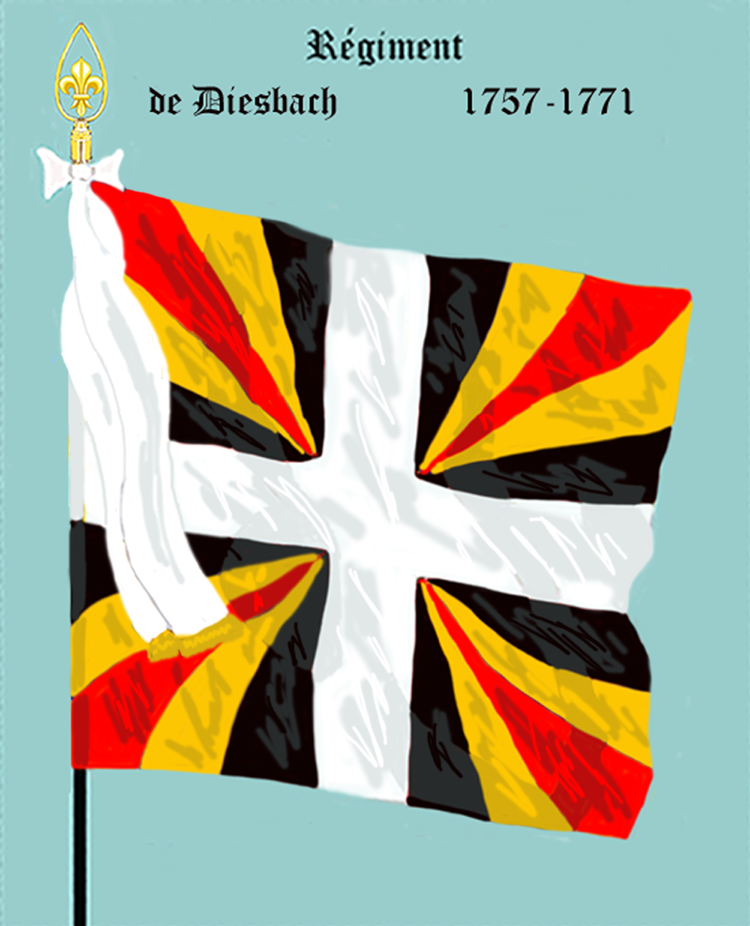
Le drapeau du régiment de Diesbach

- 1940 :
  - Bataille de France
  - Le régiment est dissous le 9 juillet 1940 à Magnac-Bourg (Haute-Vienne).

## Drapeau
Il porte, cousues en lettres d’or dans ses plis, les inscriptions suivantes :
- Valmy 1792
- Passage du Tyrol 1797
- Auerstaedt 1806
- Sebastopol 1855
- Solférino 1859
- Verdun 1916
- L'Aisne 1918
- Saint-Thierry 1918

## Décorations
Sa cravate est décorée de la Croix de guerre 1914-1918  avec deux palmes (deux citations à l'ordre de l'armée) ; et de la Médaille d'or de Milan.
Une seconde citation à l'ordre de l'armée confère au 85e régiment d'infanterie le droit au port sur son drapeau de la fourragère aux couleurs du ruban de la Croix de guerre 1914-1918 le 10 décembre 1918.

## Traditions et uniformes
- 10 mai 1764 : nouvelle ordonnance pour la tenue du régiment : habit rouge, collet et revers bleu céleste, doublure blanche, veste et culotte en drap blanc, col noir, poches en travers garnies de trois boutons, trois petits sur le parement, sept petits sur le revers, trois gros en dessous ; boutons blancs unis collés et mastiqués sur bois; chapeau tricorne bordé d'un galon blanc. Cet uniforme ne fut plus modifié jusqu'en 1792.

### Insigne
Cathédrale dorée Jeanne d’Arc à cheval.

## Musique
- Lors d'un voyage en Prusse afin d'y étudier l'organisation de l'armée de Frédéric II, le colonel Ladislas de Diesbach Belleroche entendit à Berlin une marche militaire qui le frappa. Il se la procura pour en doter son régiment. Elle demeura la marche du régiment de Diesbach jusqu'à son licenciement en 1792, puis le 85e la reprit vers 1875. Il existe également une version pour piano. Elle est toujours jouée à Fribourg dans une version d'E. Lauber.
- Le Salut du 85e, marche composée par son chef de musique F. Petit, est considéré comme la Marseillaise Cosnoise[17].
- Refrain : Ton numéro comme étincelle / Partout flambe, ne l'oublie pas, / Qu'il te soit plus cher que ta belle, / Petit soldat ne l'oublie pas, / Petit soldat ne l'oublie pas.

## Personnalités ayant servi au régiment
- Gaspard Eberlé (dès l'amalgamation de 1795)
- Fernand Goux
- Jean Adam Schramm (1760)
- François Dominique Perrier
- Jean-Joseph Tarayre (dès l'amalgamation de 1796)
- Sébastien Viala (dès l'amalgamation de son régiment de volontaires?)
- André Lichtwitz (1899-1962), compagnon de la Libération

### Sources et bibliographie
- SAGE (Capitaine E.) : Historique du 85e régiment d'infanterie de ligne et du 10e régiment d'infanterie légère, 1690-1876 (continué jusqu'en 1891). Manuscrit in-4 ; 1012 p. + nombreuses planches hors-texte de dessins originaux (aquarelles de différents types d'uniformes par E. Arnoux ; plusieurs portraits de colonels à l'encre de chine, 1 vue de Saint-Agnan de Cosne et 1 vue de la cathédrale de Fribourg).
- Alain-Jacques Tornare : Le régiment suisse de Diesbach au service du Roi face à la Révolution dans le Nord/Pas-de-Calais (1789-1792). In « Revue du Nord », N° double, tome LXXI, Lille, juillet-décembre 1989 - p. 739-756 ; et in « Bulletin de l’Association de la noblesse du royaume de Belgique » no 189, Bruxelles, janvier 1992 - p. 36-43.
- Alain-Jacques Tornare : Le régiment de Diesbach au service de France, agent de diffusion des idées révolutionnaires. Colloque : Fribourg et la France au temps de la Révolution française, Université de Fribourg, 25 novembre 1989.
- Historique du 85e régiment d'infanterie
- Historique du 85e Régiment d'Infanterie - Campagne 1914 – 1918
- Victor Belhomme, Histoire de l'infanterie en France, t. 5, Henri Charles-Lavauzelle, 1902 (lire en ligne).